# Monte Cavallo
Monte Cavallo é uma comuna italiana da região das Marcas, província de Macerata, com cerca de 171 habitantes. Estende-se por uma área de 38 km², tendo uma densidade populacional de 5 hab/km². Faz fronteira com Pieve Torina, Serravalle di Chienti, Visso.

## Demografia
| Variação demográfica do município entre 1861 e 2011                               |
|                                                                                   |
| Fonte: Istituto Nazionale di Statistica (ISTAT) - Elaboração gráfica da Wikipedia |